# Open Movilforum
Open movilforum es una comunidad abierta orientada a pequeñas empresas tecnológicas, desarrolladores profesionales y Start-ups, para la creación de nuevas aplicaciones de movilidad que permitan la integración de las comunicaciones móviles en Internet. La iniciativa está gestionada por Telefónica España.

## Portal
La comunidad está alojada en un sitio web donde los miembros crean, comparten y prueban sus proyectos de movilidad. En el portal se alojan las API, SDKs, documentación, wiki y tutoriales necesarios para la implementación del proyecto.
El portal Open movilforum sirve también a sus miembros como foro de discusión y fuente de comunicación con el equipo de soporte de Telefónica.

## Historia
En 2007, Telefónica España lanza la iniciativa Open movilforum junto con Opuce y EzWeb, con la intención de promover y facilitar la colaboración entre la operadora, PyMEs tecnológicas y emprendedores.

## Canales
La comunidad cuenta con un canal abierto en Reino Unido, la comunidad de desarrolladores de O2 Litmus, de la operadora móvil O2 de Telefónica. 
Coincidiéndo con la Campus Party México 2009, Telefónica ha lanzado Movistar Developers Platform que nace con una vocación global, de compartir, colaborar y cooperar, y que se nutre de experiencias previas que Telefónica ha tenido en diversos mercados como España y Reino Unido

## API 1.0
Las API con las que Open movilforum comienza su andadura aprovechan servicios prestados por Movistar y una serie de SDKs que permiten el uso de las API programáticamente.
Estas API permiten acceder a numerosas funcionalidades como son:
- Recepción SMS en correo (pop3): permite desviar y recibir en el correo electrónico los mensajes cortos (SMS) enviados a un número de teléfono Movistar.
- Envío SMS: permite el envío de SMS a través de una interfaz http.
- Envío MMS: permite componer y enviar MMS a través de una interfaz http.
- SMS 2.0: funcionalidades de IM mediante SMS (lista de amigos, estado de presencia, envío de mensaje offline, recepción de los mismos cuando se conecta) Copiagenda: permite obtener tu lista de contactos de la SIM mediante una interfaz http.
- Recepción de videollamada (basado en SIP, en versión beta): permite recibir videollamadas en el PC y almacenar los streamings de audio y vídeo.
- Auto Wap Push: permite autoenviarse mensajes wapPush al terminal móvil mediante una interfaz http.

## API 2.0
El equipo de Open movilforum está trabajando en el lanzamiento de las nuevas API que en España que está previsto para finales de 2009 y durante 2010. Están más orientadas al fenómeno WEB 2.0. Entre ellas destacan:
- Envío de SMS/MMS
- Recepción en URL de SMS/MMS
- Mensajería (SMS/MMS) ‘pull’
- Mensajería (SMS/MMS) geolocalizada

Los acrónimos que resaltan en esta nueva arquitectura son REST (Representationat State Transfer) y WOA (Web Oriented Architecture)que nos llevan a un conjunto de buenas prácticas, ampliamente aceptadas, para el desarrollo de servicios escalables y basados en una arquitectura uniforme y abierta.
Siguiendo esa política, se ha añadido soporte a protocolos estándares de sindicación (RSS/ATOM), de intercambio de datos estructurados (XML/JSON) e incluso de nuevos conceptos como es el consumo delegado (OAuth).